# Какрыбашевский сельсовет
Какрыбашевский сельсовет — муниципальное образование в Туймазинском районе Башкортостана.
Административный центр — село Какрыбашево.

## История
Согласно «Закону о границах, статусе и административных центрах муниципальных образований в Республике Башкортостан» имеет статус сельского поселения.
В 2006 году деревни Дарвино, Покровка и Таш-Кичу были переданы в состав Тюменяковского сельсовета.

## Население
| 2002  | 2009  | 2010  | 2012  | 2013  | 2014  | 2015  |
| ----- | ----- | ----- | ----- | ----- | ----- | ----- |
| 1319  | ↗1570 | ↗1646 | ↗1685 | ↗1704 | ↗1756 | ↗1783 |
| 2016  | 2017  | 2018  |       |       |       |       |
| ↗1784 | ↗1791 | ↗1858 |       |       |       |       |

## Состав сельского поселения
| № | Населённый пункт | Тип населённого пункта       | Население |
| - | ---------------- | ---------------------------- | --------- |
| 1 | Какрыбашево      | село, административный центр | ↗774      |
| 2 | Аблаево          | село                         | ↗315      |
| 3 | Исмаилово        | деревня                      | ↗197      |
| 4 | Бятки            | деревня                      | ↗146      |
| 5 | Тукмак-Каран     | деревня                      | ↗119      |
| 6 | Балагач-Куль     | деревня                      | ↗48       |
| 7 | Ардатовка        | деревня                      | ↗47       |

## Известные уроженцы
- Арсланов, Тимер Гареевич (1 мая 1915 — 19 марта 1980) — башкирский поэт-сатирик, член Союза писателей БАССР (1942), участник советско-финской и Великой отечественной войн[16][17][18].
- Хазиев, Галимзян Мухаметшинович (род. 11 июля 1930) — советский работник нефтяной промышленности, Заслуженный нефтяник ТАССР (1981), Почётный нефтяник СССР (1981), Герой Социалистического Труда (1971)[19][20].